# Samuel Oppong
Samuel Oppong (Kumasi, 7 de enero de 2006) es un futbolista ghanés que juega en la demarcación de delantero para el Telecom Egypt de la Segunda División de Egiptoen calidad de cedido por el Al Ahly